# Pietre d'inciampo in Campania

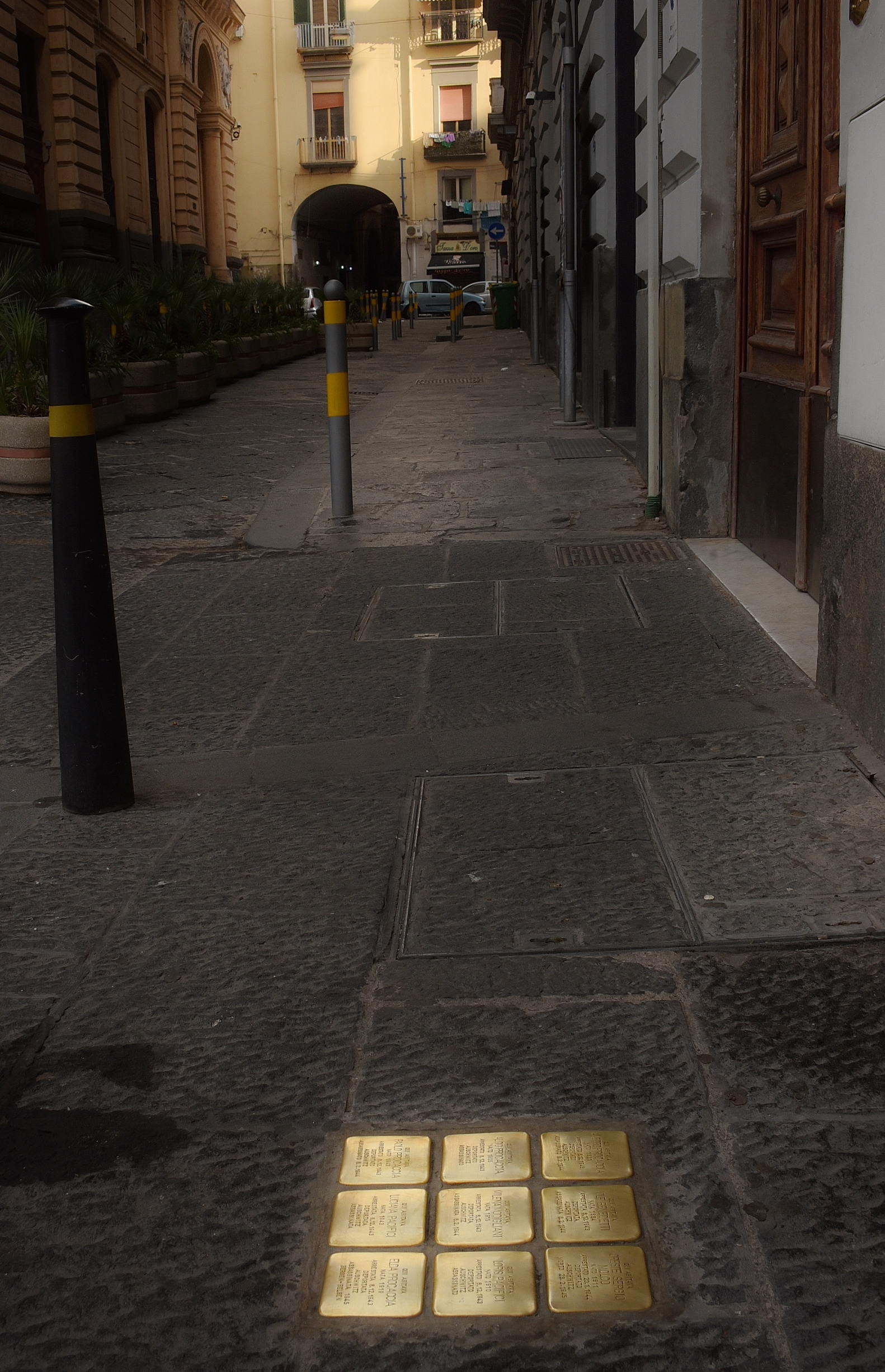
Pietre d'inciampo a Napoli

La lista delle pietre d'inciampo in Campania contiene l'elenco delle pietre d'inciampo (in tedesco Stolpersteine) poste in Campania. Esse commemorano le vittime campane della persecuzione del regime nazista nell'ambito di un'iniziativa dell'artista tedesco Gunter Demnig estesa a tutta l'Europa. Le prime pietre d'inciampo in questa regione sono state collocate a Napoli il 7 gennaio 2020.

## Città metropolitana di Napoli

### Napoli
Napoli accoglie ufficialmente 13 pietre d'inciampo, collocate tra il 2020 e 2021. Due pietre d'inciampo ciascuno per Sergio De Simone, Luciana Pacifici e Paolo Procaccia.
| Pietra d'inciampo | Pietra d'inciampo                            | Pietra d'inciampo | Pietra d'inciampo | Note biografiche |
| Data di posa      | Luogo di posa                                | Stolpersteine     | Incisione | Note biografiche |
| ----------------- | -------------------------------------------- | ----------------- | --- | --- |
| 7 gennaio 2020    | Piazza Bovio, 33 40.843658°N 14.255925°E     |                   | QUI ABITAVA AMEDEO PROCACCIA NATO 1881 ARRESTATO 6.12.1943 DEPORTATO AUSCHWITZ ASSASSINATO 6.2.1944                                                                | Amedeo Procaccia (Firenze, 20 giugno 1881 - Auschwitz, 6 febbraio 1944), coniuge di Iole Benedetti, è stato lo shammàsh della sinagoga di Napoli. Il 6 dicembre 1943, venne arrestato a Cerasomma e fu trasferito nel campo di Bagni di Lucca. Successivamente subì la deportazione nel campo di concentramento di Auschwitz il 30 gennaio 1944. Venne assassinato all’arrivo nel lager polacco, il 6 febbraio 1944. |
| 7 gennaio 2020    | Piazza Bovio, 33 40.843658°N 14.255925°E     |                   | QUI ABITAVA IOLE BENEDETTI NATA 1884 ARRESTATA 6.12.1943 DEPORTATA AUSCHWITZ ASSASSINATA 6.2.1944                                                                  | Iole Benedetti (Firenze, 28 maggio 1884 - Auschwitz, 6 febbraio 1944), coniuge di Amedeo Procaccia, venne arrestata a Cerasomma il 6 dicembre 1943. Successivamente subì la deportazione nel campo di concentramento di Auschwitz il 30 gennaio 1944. Venne assassinata all’arrivo nel lager polacco, il 6 febbraio 1944. |
| 7 gennaio 2020    | Piazza Bovio, 33 40.843658°N 14.255925°E     |                   | QUI ABITAVA ELDA PROCACCIA NATA 1919 ARRESTATA 6.12.1943 DEPORTATA AUSCHWITZ ASSASSINATA BERGEN BELSEN                                                             | Elda Procaccia (Napoli, 7 maggio 1919 - Bergen-Belsen,???), figlia di Amedeo Procaccia e Iole Benedetti, venne arrestata a Cerasomma il 6 dicembre 1943 e fu trasferita nel campo di Bagni di Lucca. Successivamente subì la deportazione nel campo di concentramento di Auschwitz il 30 gennaio 1944. Dopo poco venne trasferita a Bergen Belsen, dove muore pochi mesi prima della liberazione del lager. |
| 7 gennaio 2020    | Piazza Bovio, 33 40.843658°N 14.255925°E     |                   | QUI ABITAVA ALDO PROCACCIA NATO 1905 ARRESTATO 6.12.1943 DEPORTATO AUSCHWITZ ASSASSINATO                                                                           | Aldo Procaccia (Firenze, 5 novembre 1905 - ???), figlio di Amedeo Procaccia e Iole Benedetti e coniuge di Milena Modigliani, venne arrestato a Cerasomma il 6 dicembre 1943 e fu trasferito nel campo di Bagni di Lucca. Successivamente subì la deportazione nel campo di concentramento di Auschwitz il 30 gennaio 1944. Morì in data e luogo sconosciuti. |
| 7 gennaio 2020    | Piazza Bovio, 33 40.843658°N 14.255925°E     |                   | QUI ABITAVA LORIS PACIFICI NATO 1910 ARRESTATO 6.12.1943 DEPORTATO AUSCHWITZ ASSASSINATO                                                                           | Loris Pacifici (Livorno, 3 giugno 1910 - ???), coniuge di Elda Procaccia, venne arrestato a Cerasomma il 6 dicembre 1943 e fu trasferito nel campo di Bagni di Lucca. Successivamente subì la deportazione nel campo di concentramento di Auschwitz il 30 gennaio 1944. Morì in data e luogo sconosciuti. |
| 7 gennaio 2020    | Piazza Bovio, 33 40.843658°N 14.255925°E     |                   | QUI ABITAVA LUCIANA PACIFICI NATA 1943 ARRESTATA 6.12.1943 DEPORTATA AUSCHWITZ ASSASSINATA                                                                         | Luciana Pacifici (Napoli, 28 maggio 1943 - ???), figlia di Elda Procaccia e Loris Pacifici, venne arrestata a Cerasomma il 6 dicembre 1943 e fu trasferita nel campo di Bagni di Lucca. Successivamente subì la deportazione nel campo di concentramento di Auschwitz il 30 gennaio 1944. Morì quasi sicuramente durante il viaggio. |
| 7 gennaio 2020    | Piazza Bovio, 33 40.843658°N 14.255925°E     |                   | QUI ABITAVA MILENA MODIGLIANI NATA 1915 ARRESTATA 6.12.1943 DEPORTATA AUSCHWITZ ASSASSINATA 6.2.1944                                                               | Milena Modigliani (Livorno, 8 settembre 1915 - Auschwitz, 6 febbraio 1944), coniuge di Aldo Procaccia, venne arrestata a Cerasomma il 6 dicembre 1943 e fu trasferita nel campo di Bagni di Lucca. Successivamente subì la deportazione nel campo di concentramento di Auschwitz il 30 gennaio 1944. Venne assassinata all'arrivo nel lager polacco, il 6 febbraio 1944. |
| 7 gennaio 2020    | Piazza Bovio, 33 40.843658°N 14.255925°E     |                   | QUI ABITAVA PAOLO PROCACCIA NATO 1943 ARRESTATO 6.12.1943 DEPORTATO AUSCHWITZ ASSASSINATO 6.2.1944                                                                 | Paolo Procaccia (Napoli, 31 gennaio 1943 - Auschwitz, 6 febbraio 1944), figlio di Aldo Procaccia e Milena Modigliani, venne arrestato a Cerasomma il 6 dicembre 1943 e fu trasferito nel campo di Bagni di Lucca. Successivamente subì la deportazione nel campo di concentramento di Auschwitz il 30 gennaio 1944. Venne assassinato all'arrivo nel lager polacco, il 6 febbraio 1944. |
| 7 gennaio 2020    | Piazza Bovio, 33 40.843658°N 14.255925°E     |                   | QUI ABITAVA ORESTE SERGIO MOLCO NATO 1911 ARRESTATO 20.1.1944 DEPORTATO AUSCHWITZ MORTO 28.2.1945                                                                  | Oreste Sergio Molco (Viareggio, 8 gennaio 1911 - Auschwitz, 28 febbraio 1945), coniuge di Ivonne Procaccia, venne arrestato a Viareggio il 20 gennaio 1944 e fu trasferito a Bagni di Lucca. Successivamente subì la deportazione ad Auschwitz il 30 gennaio 1944, dove morì di malattia il 28 febbraio 1945. |
| 27 gennaio 2021   | Via Morghen, 65 40°50′42.05″N 14°14′03.78″E  |                   | QUI ABITAVA SERGIO DE SIMONE NATO 1937 ARRESTATO 28.2.1944 FIUME DEPORTATO AUSCHWITZ SUBÌ ESPERIMENTI MEDICI ASSASSINATO 20.4.1945 SCUOLA BULLENHUSER DAMM AMBURGO | Sergio De Simone (Napoli, 27 novembre 1937 - Scuola di Bullenhuser Damm, 20 aprile 1945), figlio di Edoardo, cattolico, e Gisella Perlow di origini ebraiche. Col matrimonio la coppia si trasferisce da Fiume, luogo di residenza della famiglia di Gisella, a Napoli, ma in seguito al richiamo del marito alle armi, la madre col piccolo Simone torna a Fiume. Il 21 marzo 1944, in seguito a delazione, i tedeschi arrestano 8 componenti della famiglia, inclusi la madre Gisella, Sergio (6 anni), e le cuginette Andra e Tatiana Bucci di 6 e 4 anni. Trasferiti prima alla Risiera di San Sabba, quindi il 29 marzo deportati ad Auschwitz. Simone è trasferito al campo di Neuengamme; è tra i 20 bambini scelti dal dott. Josef_Mengele a far da cavie umane a disposizione del dott. Kurt_Heissmeyer e dei suoi esperimenti sulla Tubercolosi. All'approssimarsi al campo delle truppe alleate, giunge l'ordine da Berlino di cancellare ogni traccia dei criminali esperimenti, quindi Simone e le altre piccole vittime sono trasferiti, per essere eliminati, nella Scuola di Bullenhuser Damm, nei pressi di Amburgo, dove il 20 aprile 1945 sono assassinati con una iniezione di morfina e impiccati alle pareti della scuola. I loro corpi saranno cremati al campo di Neuengamme. |
| 2 febbraio 2021   | Piazza Carlo III 40°51′46.08″N 14°15′59.36″E |                   | A NAPOLI ABITAVA LUCIANA PACIFICI NATA 1943 ARRESTATA 6.12.1943 DEPORTATA AUSCHWITZ ASSASSINATA 6.2.1944                                                           | Luciana Pacifici (Napoli, 28 maggio 1943 - ???, 6 febbraio 1944), questa è la seconda pietra a lei dedicata in Napoli, posata in Piazza Carlo III. |
| 2 febbraio 2021   | Piazza Carlo III 40°51′46.08″N 14°15′59.36″E |                   | A NAPOLI ABITAVA PAOLO PROCACCIA NATO 1943 ARRESTATO 6.12.1943 DEPORTATO AUSCHWITZ ASSASSINATO 6.2.1944                                                            | Paolo Procaccia (Napoli, 31 gennaio 1943 - Auschwitz, 6 febbraio 1944), questa è la seconda pietra a lui dedicata in Napoli, posata in Piazza Carlo III. |
| 2 febbraio 2021   | Piazza Carlo III 40°51′46.08″N 14°15′59.36″E |                   | A NAPOLI ABITAVA SERGIO DE SIMONE NATO 1937 ARRESTATO 28.3.1944 DEPORTATO AUSCHWITZ MORTO 20.4.1945                                                                | Sergio De Simone (Napoli, 27 novembre 1937 - Scuola di Bullenhuser Damm, 20 aprile 1945), questa è la seconda pietra a lui dedicata in Napoli, posata in Piazza Carlo III. |